# 尊長
尊長（そんちょう、生年未詳 - 嘉禄3年6月8日〈1227年7月22日〉）は、鎌倉時代初期の僧侶。父は一条能保。母は不明。法印、法勝寺執行、また出羽国羽黒山総長吏。通称は二位法印尊長。妻は坊門親信の娘。異母兄弟に高能、信能、実雅ら。

## 生涯
延暦寺の僧であったが、その智謀と武芸を認められ、後鳥羽上皇の側近となる。院近臣に加えられた尊長は法勝寺及び蓮華王院の執行に任ぜられ、長淵荘、宇土荘をはじめとする両寺の寺領の支配を任される。上皇の鎌倉幕府打倒計画には首謀者の一人として参加。承久3年（1221年）の承久の乱に当たっては、義兄弟ながら親幕府派の筆頭と目されていた西園寺公経父子の逮捕・監禁に当たるなど、上皇の片腕として行動する。幕府軍との戦闘においては、兄弟の一条信能とともに芋洗方面の守備に就くが、敗戦が明らかになると乱軍の中を脱出し行方不明となる。
6年の潜伏の後、嘉禄3年（1227年）に京都において謀反を計画しているところを発見され、六波羅探題・北条時氏の近習・菅十郎左衛門周則や、御家人の小笠原長経によって捕縛された。逮捕される時、抵抗して武士2人に傷を与えた挙句、自殺を図ったという（『吾妻鏡』安貞元年6月14日条）。だが死に切れぬまま、逮捕されて車に乗せて六波羅に担ぎ込まれ、六波羅で誅殺された（一説に自害したとも、傷により死亡したともいわれる）。
『明月記』によると、捕縛された際に自殺し損なった尊長は、「早く首を切れ。さもなければ義時の妻が義時に飲ませた薬で早く自分を殺せ」と叫び、問いつめる武士たちに「今から死ぬ身であるのに、嘘など言わん」とも述べたといい、探題の時氏・時盛らを驚愕させたという（『明月記』安貞元年6月11日条）。3年前の北条義時の死が妻の伊賀の方による毒殺であったとの発言であり、これを義時死後に起こった伊賀氏事件で尊長の異母弟一条実雅が将軍候補とされたことと関連づけて語る見解がある。平泉澄は『百錬抄』において義時が急死したとされていることなどから、尊長の証言には信憑性があり、毒殺されたのではないかという説を唱えた。また石井進や上横手雅敬も平泉の見解を先行研究としては取り上げないものの、『明月記』の記述には真実を伝える物があると見ている。一方、山本みなみは『湛睿説草』に収録された義時四十九日法要の際の表白で、義時が日頃から脚気と暑気あたりによって衰弱していたと記されていることを指摘し、義時の死因は病死であるとしたうえで、尊長と実雅は承久の乱では敵味方に分かれており、また伊賀の方の兄伊賀光季は京方に討たれているため、実雅や伊賀の方と尊長が連絡を取り合ったとは考え難い。尊長の発言は自暴自棄になったための発言であるため信憑性は薄く、死を前にした虚言であるとしている。呉座勇一も、義時の62歳という没年齢は当時としては長寿であり、とりたてて疑うこともないとしている。